# جسر تششمة كيلة
جسر تششمة كيلة (بالفارسية: پل چشمه‌کیله) هو جسر تاريخي يعود إلى عصر الدولة البهلوية، ويقع في تنكابن.